# Christ de Wissembourg

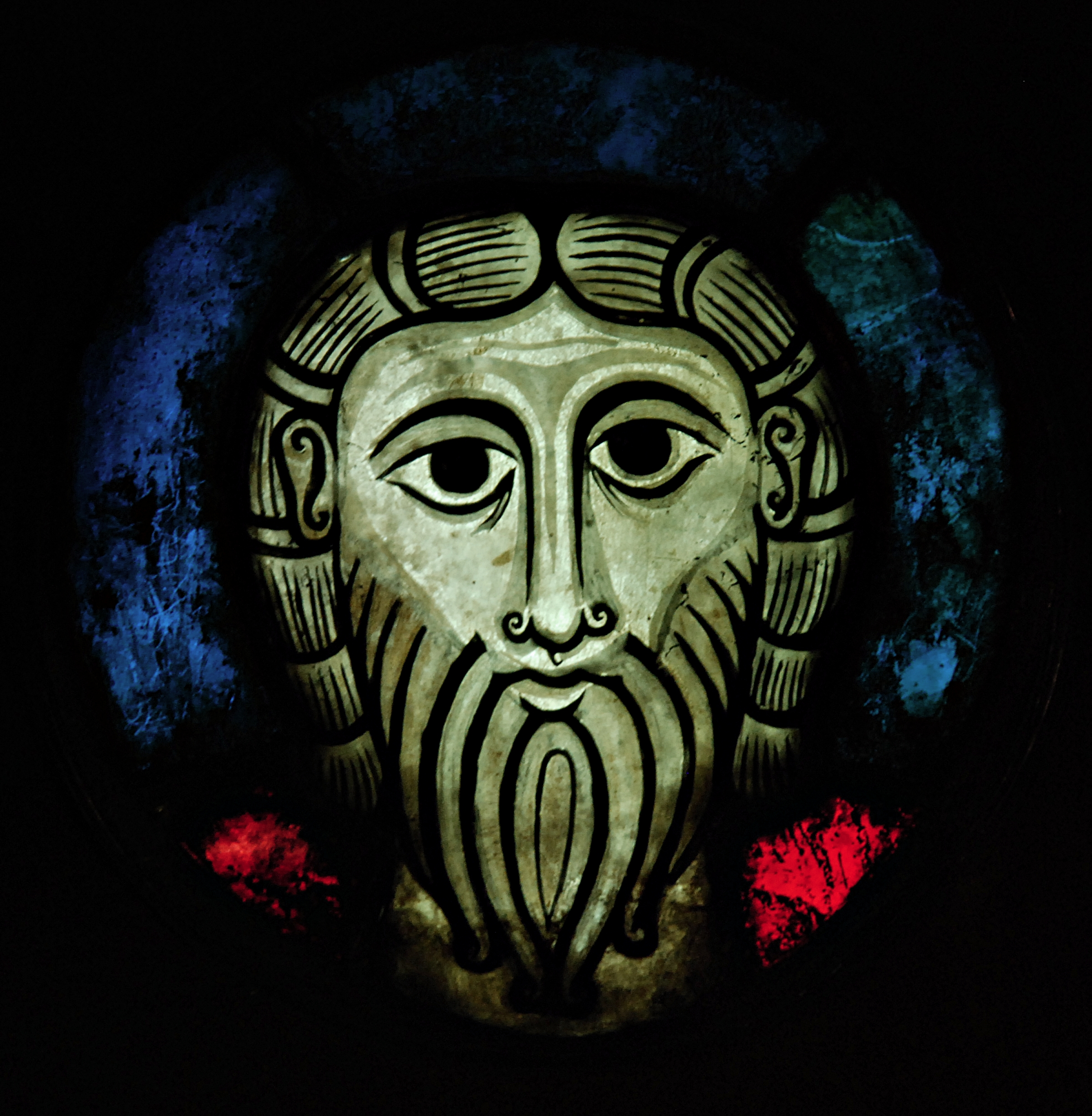
Christ de Wissembourg

Christ de Wissembourg (Christus von Weißenburg) ist die populäre Bezeichnung eines romanischen Bleiglasfensterfragments, das sich heute in der Sammlung des Musée de l’Œuvre Notre-Dame in Straßburg befindet. In der wissenschaftlichen Literatur wird es neutraler als „Weißenburger Kopf“ bezeichnet. Die Datierung – ob aus dem 11. oder 12. Jahrhundert – ist umstritten.

## Befund

### Geschichte
Die Scheibe wurde 1923 durch Hans Haug von einem privaten Straßburger Sammler für das Musée de l’Œuvre Notre-Dame (Frauenhausmuseum) in Straßburg gekauft. Der Verkäufer hatte die Scheibe von einem anderen Straßburger Sammler erworben. Die vorangegangene Provenienz des Objekts ist unbekannt. Bei den Verkäufen wurde tradiert, dass die Scheibe aus der romanischen Vorgängerkirche der heutigen Kirche St. Peter und Paul des Benediktinerklosters Weißenburg stamme, die 1074 geweiht wurde – gesichert ist diese Herkunft aber nicht.

### Materieller Befund
Die Scheibe hat einen Durchmesser von etwa 25 cm. Die Grisaille wurde in drei Schichten und unterschiedlicher Intensität aufgetragen. Diese handwerkliche Technik beschrieb zeitgenössisch der Mönch Theophilus Presbyter. Die Scheibe zeigt in der Mitte einen bärtigen Männerkopf. Den Bereich des Nimbus nimmt blau gefärbtes Glas ein, den Schulterbereich rot gefärbtes Glas. Diese drei Flächen repräsentieren auch drei unterschiedliche Zeitschichten:
- das Porträt ist stilistisch der Romanik zuzuordnen. Die schwarzen Konturen, die das Gesicht zeichnen, wurde bei späteren Restaurierungen teilweise übermalt.
- die blauen Scheiben sind jünger,
- die roten Scheiben ein Zusatz des 19. Jahrhunderts.

## Deutung

### Inhalt
Ob die Scheibe Christus darstellt, ist nicht gesichert. Eine Christus-Darstellung trägt nach den ikonografischen Gepflogenheiten der Zeit immer einen Nimbus mit einem Kreuz. Da der ursprüngliche Nimbus aber nicht erhalten ist, kann das nicht mehr festgestellt werden.

### Datierung
Die Datierung des „Christus von Weißenburg“ innerhalb der romanischen Epoche ist umstritten. Ein Teil der Literatur verortet die Entstehung der Scheibe zeitlich mit dem Neubau der romanischen Klosterkirche in Weißenburg, die 1074 geweiht wurde. Dem wurde aus stilistischen Gründen widersprochen. Andere datieren die Scheibe erst ins 12. Jahrhundert.
Stilistisch eng verwandt ist nach Louis Grodecki der sogenannte Lorscher Kopf.

## Wissenswert
- Am 16. Juni 1990 wurde eine Briefmarke mit der Abbildung des Christ de Wissembourg von der französischen Post herausgegeben.
- In der Romanischen Kapelle in Wissembourg wurde eine Replik der Scheibe in die moderne Verglasung eingearbeitet.